# Ischyropsalis dentipalpis
Espèce
Synonymes
- Ischyropsalis helvetica Roewer, 1917

Ischyropsalis dentipalpis est une espèce d'opilions dyspnois de la famille des Ischyropsalididae.

## Distribution
Cette espèce se rencontre dans les Alpes en Italie, en Suisse et en Autriche.

## Description
L'holotype mesure 5,5 mm.
Les mâles mesurent de 3,52 à 5,20 mm et les femelles de 3,28 à 7,76 mm.

## Systématique et taxinomie
Cette espèce a été décrite par Canestrini en 1872.
Ischyropsalis helvetica a été placée en synonymie par Schönhofer et Martens en 2010.

## Publication originale
- Canestrini, 1872 : « Gli Opilionidi Italiani. » Annali del Museo civico di storia naturale di Genova, vol. 2, p. 5–48 (texte intégral).